# Dodhara Chandani Bridge
Dodhara Chandani Bridge (nep. दोधारा चाँदनी पुल) – pieszy, wieloprzęsłowy, wiszący most nad rzeką Mahakali w Kanchanpur, w Nepalu (dystrykt Saptari), na południowy zachód od miasta Bhimdatta.

## Charakterystyka
Most ma 1452 metry długości i półtora metra szerokości. Jest to jeden z najdłuższych mostów w Nepalu. Został zbudowany kosztem 94,241 mln rupii nepalskich. Łączy Nepal z indyjską granicą, ale też zapewnia integralność nepalskiej Dodhary, która to wieś jest odcięta rzeką od reszty kraju i nie ma z nim innych lądowych połączeń. Stanowi samoistna atrakcję turystyczną. Przejście przez most zajmuje pieszemu około pół godziny i trwa tak długo z uwagi na konieczność podchodzenia (kładki są łukowate).

## Galeria

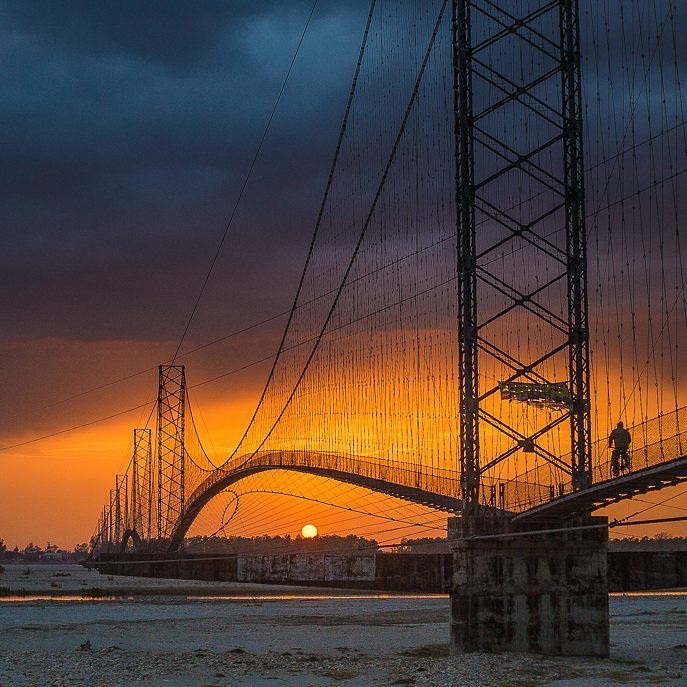
Widok ogólny
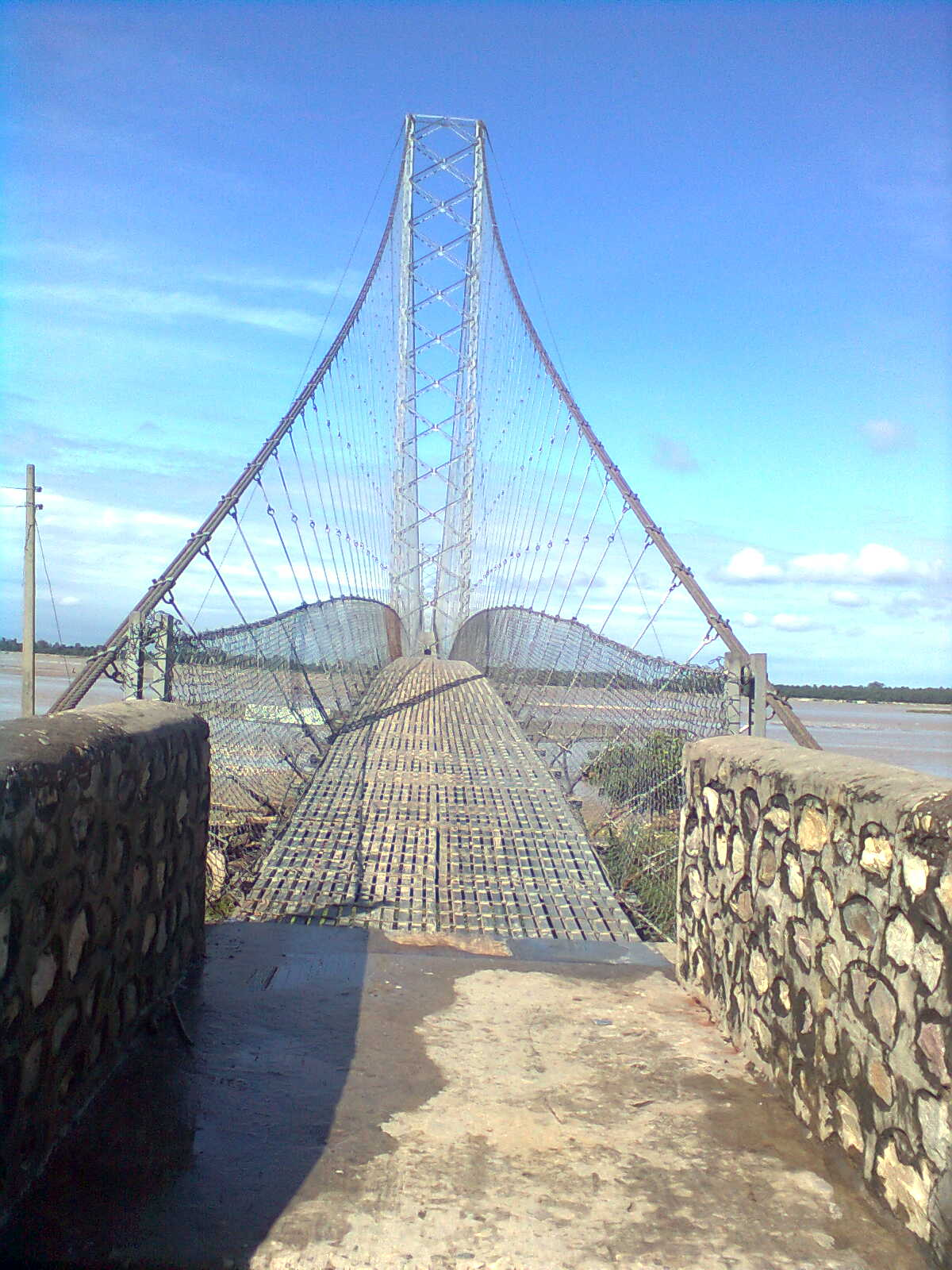
Przyczółek
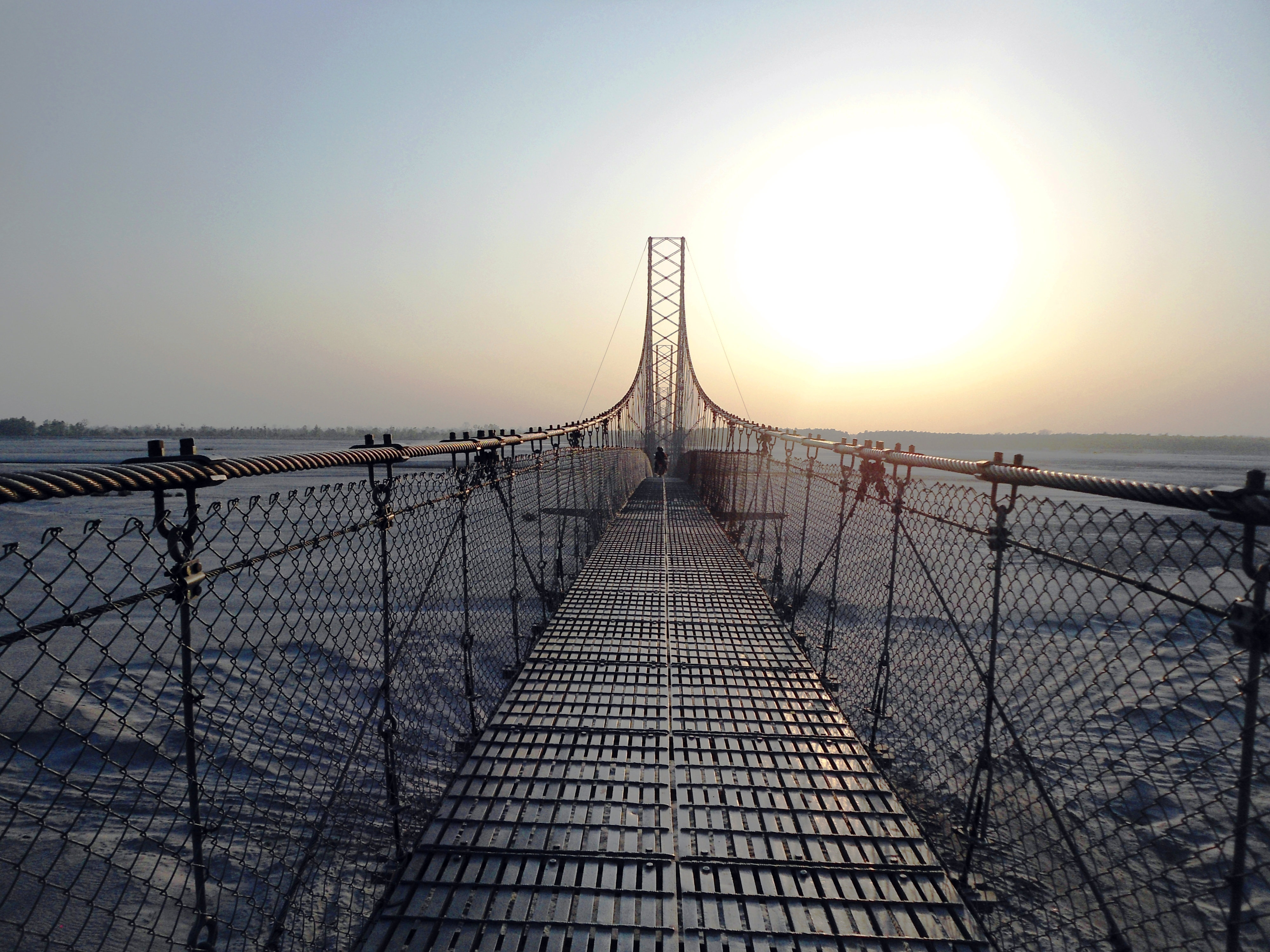
Fragment chodnika